# Real de Gandía
Real de Gandía, en castillan et officiellement (El Real de Gandia en valencien), est une commune d'Espagne de la province de Valence dans la Communauté valencienne. Elle est située dans la comarque de la Safor et dans la zone à prédominance linguistique valencienne.

## Géographie

Localisation de Real de Gandía
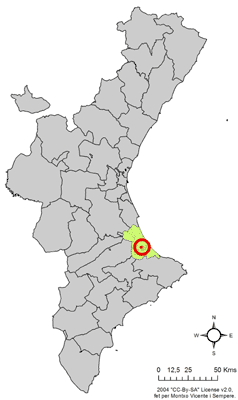
dans la Communauté valencienne.
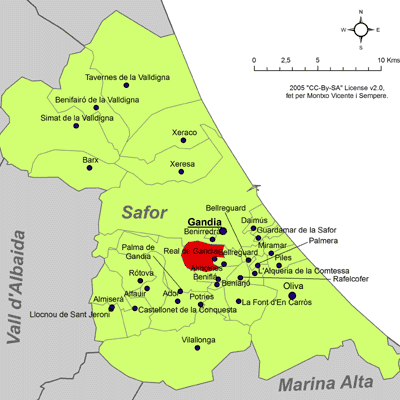
dans la comarque de la Safor.

### Communes limitrophes
La commune de Real de Gandía est entourée par les communes suivantes :
Almoines, Beniarjó, Gandia et Palma de Gandía, toutes dans la province de Valence.

## Démographie
| 1990  | 1992  | 1994  | 1996  | 1998  | 2000  | 2002  | 2004  | 2005  | 2007  |
| ----- | ----- | ----- | ----- | ----- | ----- | ----- | ----- | ----- | ----- |
| 1.956 | 1.902 | 1.867 | 1.802 | 1.790 | 1.789 | 1.845 | 1.892 | 1.968 | 2.110 |

### Sources
- (es) Cet article est partiellement ou en totalité issu de l’article de Wikipédia en espagnol intitulé « Real de Gandía » (voir la liste des auteurs).